# Regius Professor of Clinical Surgery
Regius Professorship of Clinical Surgery er et professorat ved Edinburghs Universitet.
Lærestolen blev indstiftet af Georg III 1802 og er en af flere stillinger som Regius Professor ved læresædet.

## Indehavere
- James Russell (1802)
- James Syme (1833)
- Joseph Lister (1869)
- Thomas Annandale (1877)
- Francis Mitchell Caird (1908)
- Harold Stiles (1919)
- John Fraser (1927)
- James Learmonth (1946)
- John Bruce (1956)
- Patrick Forrest (1971)
- David Carter (1988)
- O. James Garden (2000)